# Южный мост (Ярославль)
Ю́жный мост — автомобильный мост, планируемый к постройке через реку Волгу в городе Ярославле. Призван напрямую соединить закоторосльную и заволжскую части города (Фрунзенский и Заволжский районы), связь между которыми ныне осуществляется только через центр города, и стать частью полукольцевой автомагистрали.
Строительство третьего моста через Волгу в пределах города Ярославля было предусмотрено в перспективе за расчётным сроком генеральным планом города Ярославля, утверждённым в 2006 году, согласно которому, третий мост через Волгу будет необходим городу после увеличения автомобилизации более 250 легковых автомобилей на 1000 жителей. Согласно первоначальному плану, строительство четырёхполосного вантового моста должно было завершиться в 2014 году, стоимость проекта оценивалась в 11,5 миллиардов рублей.
Согласно проекту, новый мост должен соединить южные части Ярославля — улицу Слепнёва с проспектом Машиностроителей и создать полноценную магистральную улицу непрерывного движения в виде полукольцевой трассы, соединяющей проспект Авиаторов с проспектом Фрунзе, с Московским проспектом с выходом на город Углич по Магистральной улице. Возможно, проезд по мосту будет платным.

## Обсуждение проекта
В июне 2013 заместитель директора областного департамента дорожного строительства Глеб Масленцев заявил, что все планы строительства нового моста не более чем перспективы, такого проекта в ближайшем будущем нет. Также чиновник сообщил, что региональные власти ведут переговоры с федеральными структурами о финансировании объездного пути вокруг города, но этот вопрос тоже пока не решен окончательно.
Вместе с тем, посетивший Ярославль в августе 2013 г. министр транспорта РФ М. Соколов поддержал проект строительства третьего моста через р. Волгу, сообщив однако, что необходимо согласование этого проекта с Минфином. При этом рассматривается привлечение не только государственных, но и частных средств.
В сентябре 2022 г. Президент РФ поручил правительству Российской Федерации обеспечить строительство моста через Волгу в Ярославле. Об этом сообщил официальный сайт президента России.
Как сообщил губернатор Ярославской области Михаил Евраев в интервью, строительство третьего моста через Волгу в составе южного полукольца Ярославля может начаться уже во второй половине 2025 года.